# Yacimientos de Litio Bolivianos
Yacimientos de Litio Bolivianos (abreviatura: YLB) es una empresa estatal boliviana para la promoción de los depósitos minerales de litio del país. La compañía reporta al Ministerio de Energía de Bolivia y fue creada mediante la Ley N° 928 el 27 de abril de 2017, con sede en La Paz.
En 2021 produjo 540 toneladas de litio. En 2022, 480 toneladas, valoradas en $27 millones de dólares.  En 2023, produjo 600 toneladas.

## Antecedentes

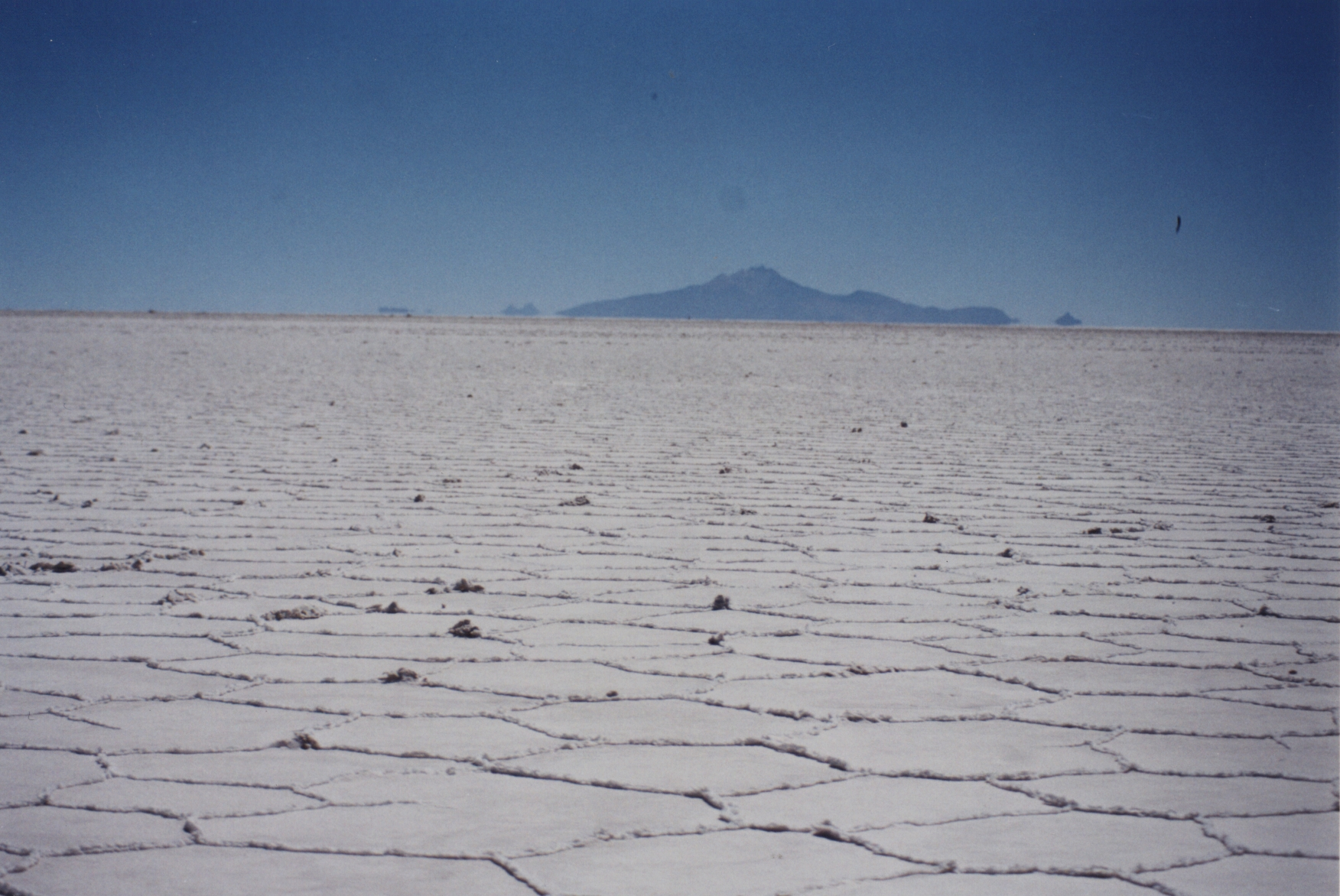
El Salar de Uyuni alberga el yacimiento de litio más grande del mundo

A principios del tercer milenio, el litio era considerado una importante materia prima, principalmente por su uso en baterías.  Había grandes yacimientos en el Triángulo del Litio formado por Argentina, Chile y Bolivia.  Si bien Bolivia era considerado el país con las mayores reservas de litio del mundo —la cuarta parte de ellas—, no había existido una extracción significativa del mineral en el país. Se podía encontrar depósitos de litio particularmente grandes en los numerosos lagos salados del país, especialmente en el Salar de Uyuni.
En 2008, el gobierno de Bolivia, a la sazón bajo la presidencia de Evo Morales, nacionalizó los yacimientos de litio, con la promesa de que el país se convertiría en una potencia de la minería y que contaría con una industria de fábrica de baterías y de automóviles eléctricos en 2015.  Al 2024, no se había fabricado baterías de litio en el país.
En 2019, Luis Alberto Echazú, viceministro de Altas Tecnologías Energéticas, declaró que en 2023 o 2024 se exportaría a Alemania las primeras baterías eléctricas, a ser empleadas por la industria automovilística alemana.

## Historia
El estado boliviano desembolsó US$ 900 millones en la construcción de una fábrica y otras instalaciones para extraer litio en el departamento de Potosí; la fábrica abrió en 2013.  En 2017, la industria pasó de la estatal Corporación Minera de Bolivia a la también estatal Yacimientos de Litio Bolivianos, de nueva creación.   Juan Carlos Montenegro se convirtió en el primer jefe de YLB.

### Asociaciones con empresas chinas
Desde 2016 existía una sociedad con el grupo chino CAMC, que extraía cloruro de potasio en el Salar de Uyuni.  Los chinos tenían interés en expandir la asociación para cubrir la gran demanda china de litio.  A febrero de 2020, no estaba claro qué ocurriría con las empresas conjuntas sino-bolivianas para explotar los depósitos de litio vecinos en Salar de Coipasa y Pastos Grandes.

### Asociaciones con empresas alemanas
YLB sostuvo conversaciones con ocho consorcios extranjeros que ofrecieron asociarse para la producción de litio.  En abril de 2018 se anunció que YLB se asociaría con un consorcio alemán de ACI-Systems (una subsidiaria de ACI Group), y K-UTEC AG Salt Technologies.
En octubre de ese año, YLB estableció una empresa conjunta con el consorcio alemán.  YLB tenía en esta empresa un 51% de las acciones. La sociedad proyectaba inversiones por US$1.200 millones y la construcción de tres fábricas en Bolivia, incluida una planta de hidróxido de litio en el Salar de Uyuni, donde las reservas de litio se usarían para producir cátodos y baterías.  Ambas partes estimaron que el acuerdo representaba un gran éxito estratégico. Wolfgang Tiefensee, Ministro de Economía y Ciencia de Turingia, enfatizó que la financiación también se diseñaría para ser social y ambientalmente compatible. En Bolivia, el acuerdo fue visto como un paso importante hacia una cadena de valor nacional.
A raíz de los disturbios de noviembre de 2019, la empresa conjunta con ACI fue disuelta por decreto del presidente Morales como uno de sus actos finales.

### Nuevas administraciones
Luego de la formación del gobierno interino de Jeanine Áñez, también se reemplazó al director general de YLB. Se hizo cargo a principios de enero de ese año Juan Carlos Zuleta, analista del mercado mundial del litio, habitual líder de opinión pública y activista contra la participación alemana, con buenos vínculos con el Comité Cívico de Potosí. Fue destituido de su cargo a principios de febrero de 2020 y asumió en forma interina el economista Gunnar Valda Vargas.
En agosto de 2021, protestantes liderados por Marco Pumari impidieron al entonces presidente del país, Luis Arce, visitar las instalaciones de litio del gobierno.  Ese mismo mes, Carlos Humberto Ramos fue designado presidente de YLB.
A fines de 2021, el gobierno había escogido ocho empresas extranjeras, ninguna de las cuales contaba con experiencia explotando litio a escala comercial, a las cuales permitió llevar a cabo pruebas piloto; de entre ésas se escogería alguna a fines de 2022 para iniciar operaciones comerciales.
En noviembre de 2024, YLB firmó un acuerdo con la empresa china Hong Kong CBC Investment Limited para la construcción de dos plantas de carbonato de litio en el salar de Uyuni. Dicho acuerdo tiene una inversión total de 1.030 millones de USD, y en ambas plantas se prevé emplear tecnología de Extracción Directa de Litio (EDL). El contrato debe todavía ser enviado a la Asamblea Legislativa Plurinacional para su análisis y aprobación.

## Producción
YLB reportó haber producido 540 toneladas de litio en el año 2021. Juan Carlos Zuleta explicó que debido a ignorancia y falta de maquinaria adecuada, YLB captura apenas el 9% del litio extraído de los yacimientos. En ésa época, según el Wall Street Journal, en un vecino país se capturaba el 50% y se producía 540 toneladas cada 36 horas.